# Miesse

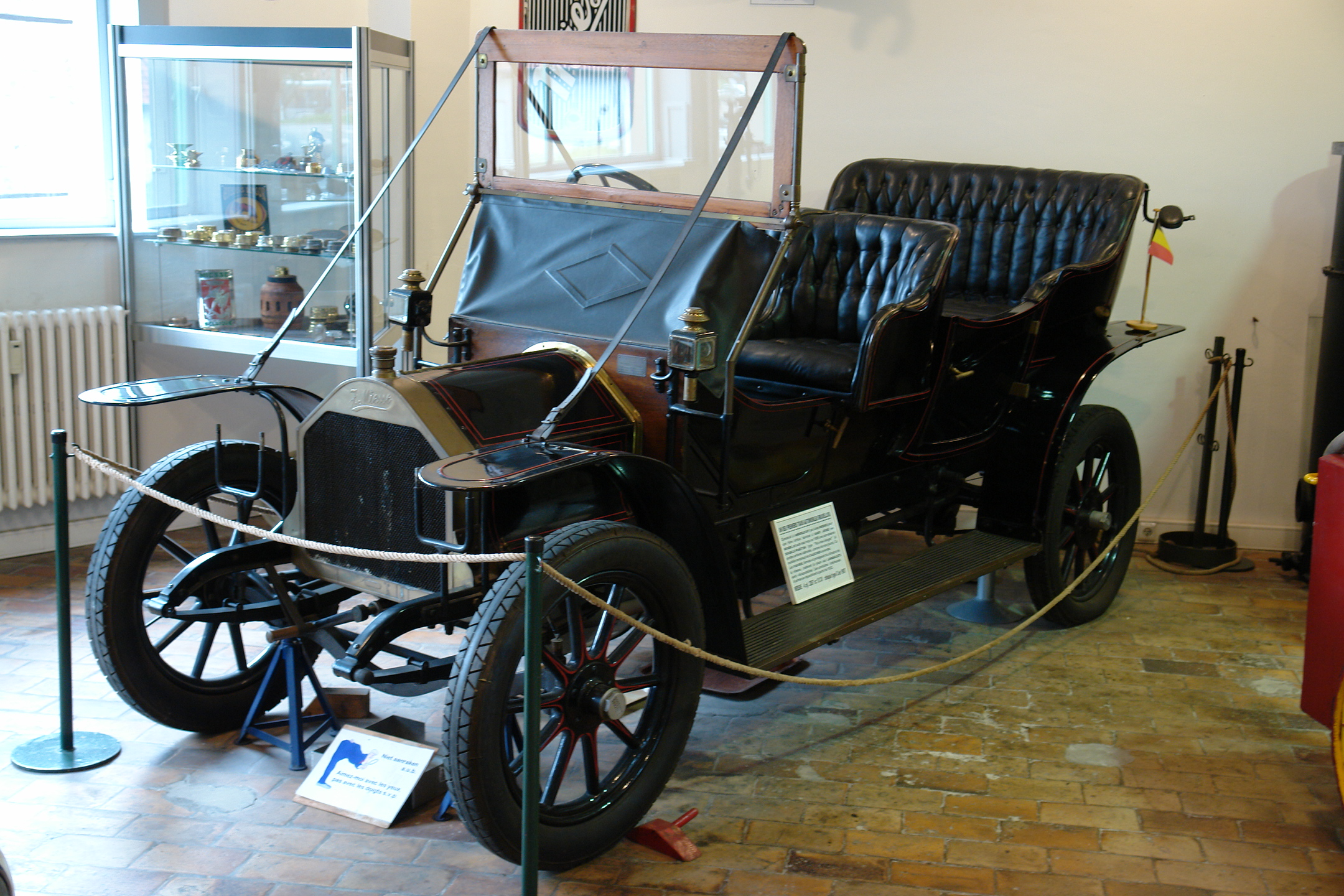
Miesse-Taxi im Brussels Urban Transport Museum

Miesse war ein belgischer Automobilhersteller in Brüssel, der von 1894 bis 1972 Personenkraftwagen und Nutzfahrzeuge produzierte.

## Unternehmensgeschichte

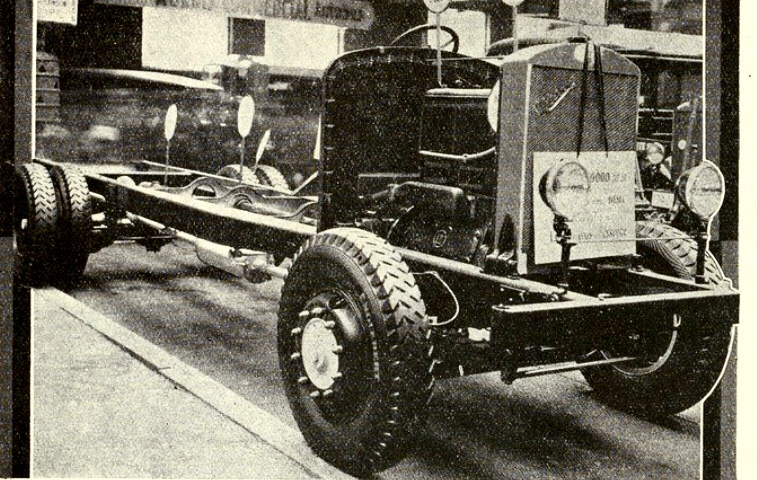
Miesse 6,5 t Chassis mit Junkers Dieselmotor um 1930

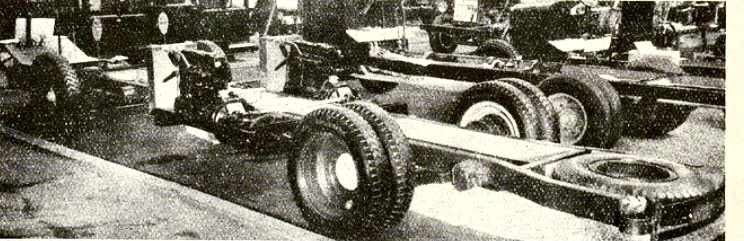
Miesse Bus-Fahrgestell mit Doppelmotor als Messesensation in Brüssel 1930

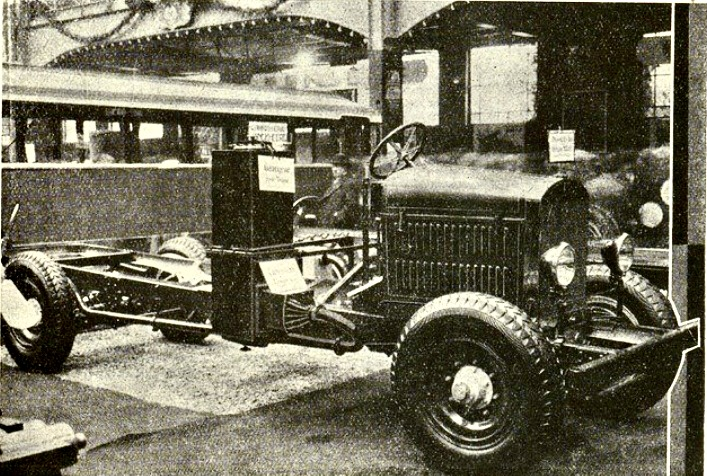
Miesse 2,5 t Holzvergaser um 1930

Jules Miesse gründete 1894 seine mechanische Werkstatt. Ab 1896 entstanden die ersten Fahrzeuge. Turner-Miesse erwarb eine Lizenz. 1927 wurde die Produktion von Personenwagen aufgegeben und nur noch Nutzfahrzeuge hergestellt. Einige waren auch mit deutschen Junkers-Dieselmotoren ausgerüstet. Eine Motorenserie nannte sich Miesse-Gardner von denen bis Ende 1936 über 500 Stück auch für Fremdfabrikate produziert wurden.
1929 kaufte Miesse die Fabrik Bollinckx (ein seit 1890 tätiger Hersteller von Gasmotoren und Dampfmaschinen sowie von Kompressoren und Pressluftwerkzeugen), um die Lkw-Produktion um jährlich 100 Stück erweitern zu können. Die neue Gesellschaft erhielt den Namen Automobiles Miesse et Usines Bollinckx Société Anonyme. Miesse bestand noch bis 1974, zwei Jahre nach Aufgabe der Produktion von Kraftfahrzeugen.

## Personenwagen
Jules Miesse baute 1896 sein erstes Automobil, einen Dampfwagen. Eine Serienproduktion erfolgte erst ab 1898. In der Folgezeit fertigte er Personen- und Lastkraftwagen, von denen bis 1907 noch einige von Dreizylinder-Dampfmaschinen angetrieben wurden. Diese Modelle hatten Fahrgestelle aus armiertem Holz und nur den Dampfkessel unter der „Motorhaube“.
Ab 1900 experimentierte das Unternehmen mit Benzinmotoren. Berühmt waren im Brüssel der Vorkriegszeit die ab 1904 hergestellten Taxis von Miesse.
1907 wurde ein Vierzylindermodell mit 3,7 Liter Hubraum eingeführt. Es hatte einen T-Kopf-Motor mit paarweise gegossenen Zylindern und Kardanantrieb. Im Jahr darauf folgte eine Sechszylinder-Version mit 60 PS (nach damaliger Berechnungsmethode); erstmals verwendete Miesse einen Motorblock aus einem Guss („Monobloc“). 1909 erschien mit dem Typ 24/30 eine kleinere Ausführung davon mit Vierzylindermotor. Von 1912 bis 1913 gab es ein 3,7-Liter-Modell 20 PS Valveless („ventillos“). Diese Bezeichnung wird normalerweise für Schiebermotoren verwendet; der 20 PS hatte aber durchaus Ventile, allerdings in Verbindung mit Schiebern. Das System bewährte sich nicht, schon der kurz darauf vorgestellte Typ 15/18 PS mit 2,8 Liter Hubraum hatte eine konventionelle Ventilsteuerung. Die letzten Modelle vor dem Ersten Weltkrieg hatten seitengesteuerte Reihenmotoren, eine aufwendige Trockensumpfschmierung und die Handbremse wirkte nun nicht mehr auf das Differential, sondern ebenfalls auf die Hinterräder.
Miesse-Personenwagen nach dem Krieg hatten langhubig ausgelegte (Bohrung × Hub: 69 mm × 130 mm) OHV-Motoren mit 2-Liter-Vierzylinder- oder 4-Liter-Achtzylindermotoren; beide Triebwerke hatten viele gemeinsame Teile.

## Automobiles Dunamis
1923 stellte das Unternehmen auch die Dunamis-Fahrzeuge her. Für Automobiles Dunamis unter der Leitung von Theo Verellen entstanden vermutlich nur fünf Prototypen, die auf den Brüsseler Automobilausstellungen von Januar und Dezember 1923 ausgestellt waren. Dabei handelte es sich um Luxusfahrzeuge. Der Achtzylinder-Reihenmotor mit anfangs 3196 cm³ Hubraum und später 3386 cm³ Hubraum war vorne im Fahrzeug montiert und trieb die Hinterräder an.

## Nash
Miesse startete 1946 mit dem Import von Fahrzeugen von Nash Motors. Ab 1949 wurden sie auch montiert, wobei 25 % der Teile belgischen Ursprungs waren.

## Maico
Miesse montierte in den 1950er Jahren einige Kleinwagen von Maico.